# Virchow-Preis für globale Gesundheit

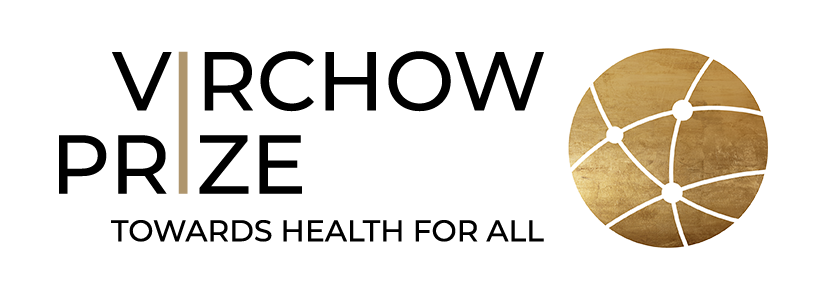
Offizielles Logo des Virchow-Preises

Der Virchow-Preis wird seit 2022 von der Virchow Foundation ausgelobt, um vor allem „globale Gesundheitsthemen“ bekannt zu machen und zu fördern, bezieht sich damit direkt und explizit auf das dritte Ziel für nachhaltige Entwicklung der Agenda 2030 der Vereinten Nationen: SDG 3 – Gesundheit und Wohlergehen für alle.
Der Preis wie auch die diese Auszeichnung verleihende, als gemeinnützig anerkannte, rechtsfähige Stiftung des bürgerlichen Rechts wurden nach dem deutschen Pathologen Rudolf Virchow (1821–1902) benannt.
Der Virchow-Preis ist mit 500.000 € dotiert und stand bisher unter Schirmherrschaft durch Bundespräsident Frank-Walter Steinmeier (2022) bzw. Bundestagspräsidentin Bärbel Bas (2023, 2024), Festredner waren u. a. Tedros Adhanom Ghebreyesus, Generaldirektor der Weltgesundheitsorganisation, Peter Piot, Matshidiso Moeti und Bundesgesundheitsminister Karl Lauterbach.

## Gründung
Die Etablierung des Virchow-Preises erfolgte mit Gründung der Virchow Foundation am 13. Oktober 2021, dem 200. Geburtstag von Virchow, aus zivilgesellschaftlichen Engagement heraus durch die deutsche Verlegerin Friede Springer, Gerald H. Haug, Präsident der Nationalen Akademie der Wissenschaften Leopoldina, Christoph Markschies, Präsident der Berlin-Brandenburgischen Akademie der Wissenschaften, Detlev Ganten, Gründungspräsident des World Health Summit, und Roland Göhde.

## Preisträgerinnen und Preisträger
| Jahr | Preisträger                                | Geburtsland        | Forschungsgebiet                         | Begründung für die Preisvergabe |
| ---- | ------------------------------------------ | ------------------ | ---------------------------------------- | --- |
| 2022 | John N. Nkengasong                         | Kamerun            | Virologie (HIV)                          | „für seine herausragenden, bedeutenden Beiträge zur Stärkung der Globalen Gesundheit“ |
| 2023 | Rose Gana Fomban Leke                      | Kamerun            | Immunologie (Malaria und Polio)          | „für ihre herausragende und außergewöhnliche Lebensleistungen bei der Stärkung der Globalen Gesundheit, ihre Pionierarbeit in der Erforschung von Infektionskrankheiten mit dem Ziel einer malariafreien Welt und ihr unermüdliches Engagement für die Gleichstellung der Geschlechter“ |
| 2024 | Lucy Gilson Johan Rockström                | Südafrika Schweden | Humane Gesundheit & Planetare Gesundheit | „für ihren ganzheitlichen und systembasierten Ansatz zum Schutz der menschlichen und planetaren Gesundheit“ |
| 2025 | Quarraisha Abdool Karim Zulfiqar A. Bhutta | Südafrika Pakistan | mütterliche und kindliche Gesundheit     | „für ihre bahnbrechende, lebenslange Führung bei der Förderung der Gesundheitsgerechtigkeit von Müttern, Neugeborenen und Kindern durch gemeinschaftsorientierte, evidenzbasierte Forschung“                                                                                            |

## Besonderheiten
Am 14. Oktober 2022 fand anlässlich der Erstverleihung des Virchow-Preises im Rahmen der 61. Sitzung des Deutschen Bundestages erstmalig eine Plenardebatte zum Thema der Globalen Gesundheit statt.